# Clethrogyna ericae
Clethrogyna ericae är en fjärilsart som beskrevs av Ernst Friedrich Germar 1825. Clethrogyna ericae ingår i släktet Clethrogyna och familjen tofsspinnare. Inga underarter finns listade i Catalogue of Life.